# Mompha conturbatella
Mompha conturbatella ist ein Schmetterling (Nachtfalter) aus der Familie der Fransenmotten (Momphidae).

## Merkmale
Die Falter erreichen eine Flügelspannweite von 16 bis 18 Millimeter. Die Vorderflügel sind schwärzlich und haben bei 4/5 der Vorderflügellänge einen weißen Costalfleck. Fast darunter befindet sich ein weißer Fleck am Flügelinnenrand. Ein grauer Basalfleck und mehrere ockerfarbene und bleigraue Flecke sind entlang des Vorderflügels verteilt.
Bei den Männchen ist der Cucullus breit und an der Spitze weitestgehend abgerundet. Der Sacculus ist breit und verjüngt sich abrupt zu einem stumpfen Apex, der nicht bis zur Spitze des Cucullus reicht. Der Gnathos ist klein und dreieckig. Die Anellus-Lappen sind kurz und reichen gerade bis zum Apex des Aedeagus. Der Aedeagus ist kurz und dick und mit einem dornartigen Cornutus versehen.
Bei den Weibchen hat die Lamella antevaginalis zwei sklerotisierte Lappen. Das achte Tergit ist nahezu quadratisch. Der Sinus vaginalis ist breit. Der Ductus bursae ist kurz und sklerotisiert, die Sklerotisierung dehnt sich über die Wandung des Corpus bursae aus.

## Verbreitung
Mompha conturbatella ist in der Holarktis beheimatet. Das Verbreitungsgebiet reicht von Europa über den Kaukasus und Zentralasien bis in den Russischen Fernen Osten. Die Art ist auch in Nordamerika verbreitet. In Südeuropa und Zentralasien ist sie auf Gebirgsregionen beschränkt.

## Biologie
Die Wirtspflanzen der Raupen sind das Schmalblättrige Weidenröschen (Epilobium angustifolium) und das Arktische Weidenröschen (Epilobium latifolium). Nachweise an Berg-Weidenröschen (Epilobium montanum) gelten als unsicher. Am Ende des Frühjahrs leben die Raupen zwischen eng zusammengesponnenen Blättern an der Spitze der Pflanze und bohren sich dort in den Stängel. Die Blätter sind vertikal zusammengesponnen und häufig etwas verdreht. Die Raupen verpuppen sich in einem gelbbraunen, spindelförmigen Kokon im Detritus am Boden. Die Art bildet eine Generation im Jahr. Die Raupen können von Mai bis Juni beobachtet werden, die Falter schlüpfen im Juni und fliegen bis Anfang Mai des nächsten Jahres. Sie überwintern in den vertrockneten Stängeln der Wirtspflanzen. Die Falter kommen ans Licht.

## Systematik
Aus der Literatur sind folgende Synonyme bekannt:
- Tinea conturbatella Hübner, [1819]
- Lita elegantella Zetterstedt, 1840